# Reichenbachite

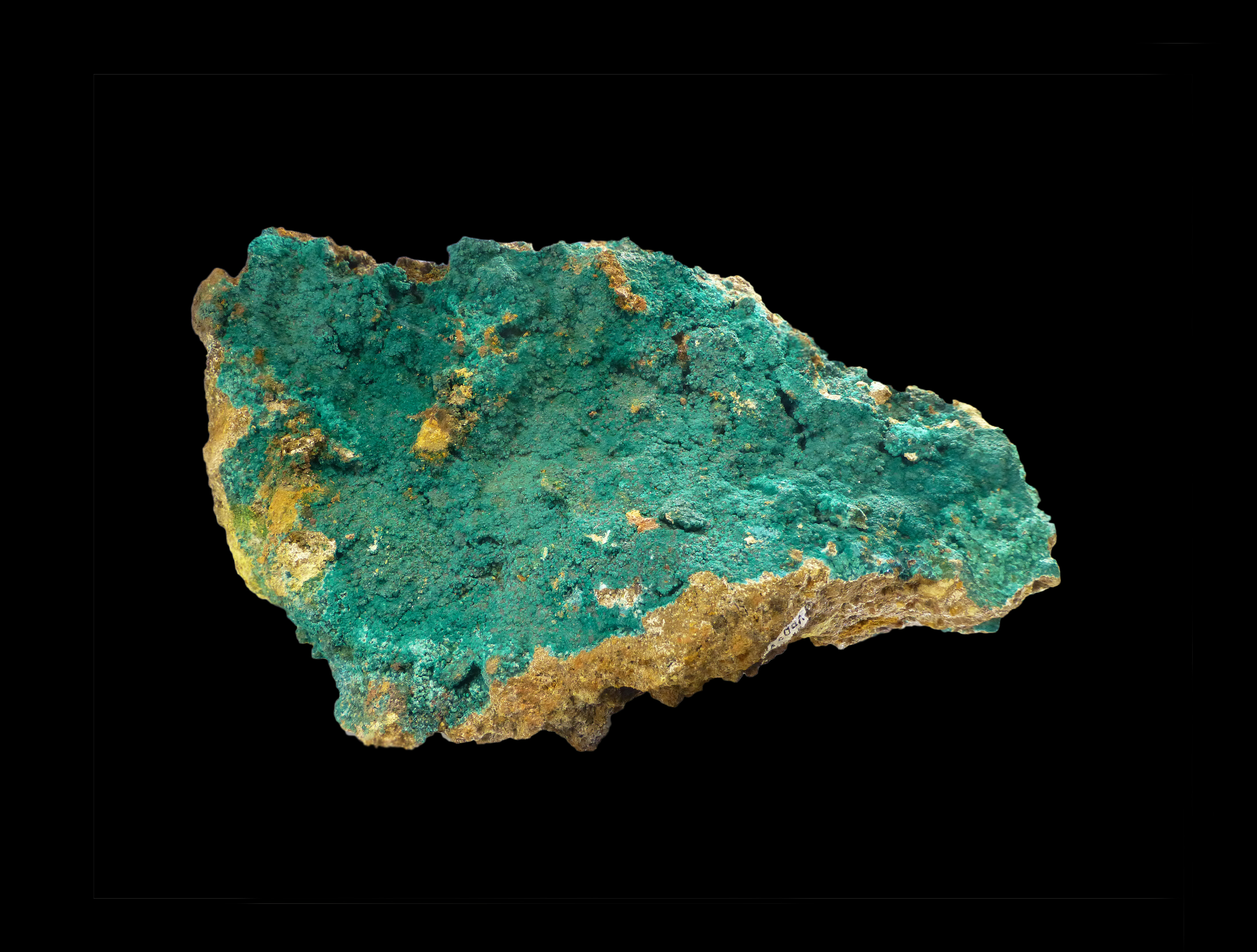
Reichenbachite (mine de Kipushi, RDC)

La reichenbachite est une espèce minérale, phosphate de cuivre hydroxylé.